# سعيد خطار البستاني
سعيد خطار البستاني محافظ إقليم صيدا وقائد الجندرما العثماني في جبل لبنان. ولد (الاي امييني)الحربجي العثماني، القائد/ سعيد خطار البستاني في بلدة بكشتين الشوفية اللبنانية سنة 1864 م. تخرج من مدرسة العشائر في إسطنبول العسكرية باسلام بول (إسطنبول لاحقاً) بمعية شقيقه سليمان البستاني سنة 1887م، فاختاره الوالي نعوم باشا ياورا له 1889 م، ثم ترقى لرتبة يوزباشي ومحافظ لإقليم صيدا 1893 م، ثم ترفع لرتبة الاي امييني القائد العام للجندرما العثماني في جبل لبنان 1904 م. تم نفيه إلى الأناضول بعد انقلاب الاتحاديين الأتراك أصحاب تركيا الفتاة على السلطان عبد الحميد الثاني، كونه من رجاله المخلصين 1910 م، وفي العهد الفرنسي نفاه الجنرال ماكسيم ويغان إلى جزيرة أرواد ثم إلى جزيرة كورسيكا الفرنسية لنزعته الاستقلالية، توفي في مسقط رأسه بلدة بكشتين الجبلية سنة 1939م.